# Italienare

Italienare (italienska: italiani) är ett romansktalande folkslag som har italienska som modersmål. De är i huvudsak bosatta i Italien men finns även i San Marino och Vatikanstaten. Autoktona italienska minoriteter lever i Schweiz, Frankrike, Kroatien (Istrien och Dalmatien) och Slovenien. Italienska utvandrare finns i bland annat USA och Latinamerika.
Till Sverige kom det italienare i tre mindre vågor under 1800-talet och fram till första världskriget, som var en turbulent tid i Italien före och efter dess grundande 1861.  En större våg italienare flyttade in till Sverige efter andra världskriget när svensk industri behövde arbetskraft och företagen rekryterade aktivt i Italien.